# Georg Pscheiden
Georg Pscheiden (1843 Wersdorf – 2. června 1890 Paldau) byl rakouský římskokatolický duchovní a politik německé národnosti, v 2. polovině 19. století poslanec Říšské rady ze Štýrska.

## Biografie
Působil jako farář v Paldau. Zasedal jako poslanec Štýrského zemského sněmu..
Působil i jako poslanec Říšské rady (celostátního parlamentu Předlitavska), kam usedl doplňovacích volbách roku 1887 za kurii venkovských obcí ve Štýrsku, obvod Feldbach, Radkersburg atd. Slib složil 1. února 1887. V parlamentu setrval do své smrti roku 1890. Ve volebním období 1885–1891 se uvádí jako Dr. Georg Pscheiden, farář, bytem Paldau.
Na Říšské radě se připojil k Liechtensteinovu klubu, který byl konzervativně a katolicky orientovaný.
Zemřel v červnu 1890.